# Weltmeister EX6
Weltmeister EX6 – elektryczny samochód osobowy typu SUV klasy wyższej produkowany pod chińską marką Weltmeister w latach 2020–2022.

## Historia i opis modelu

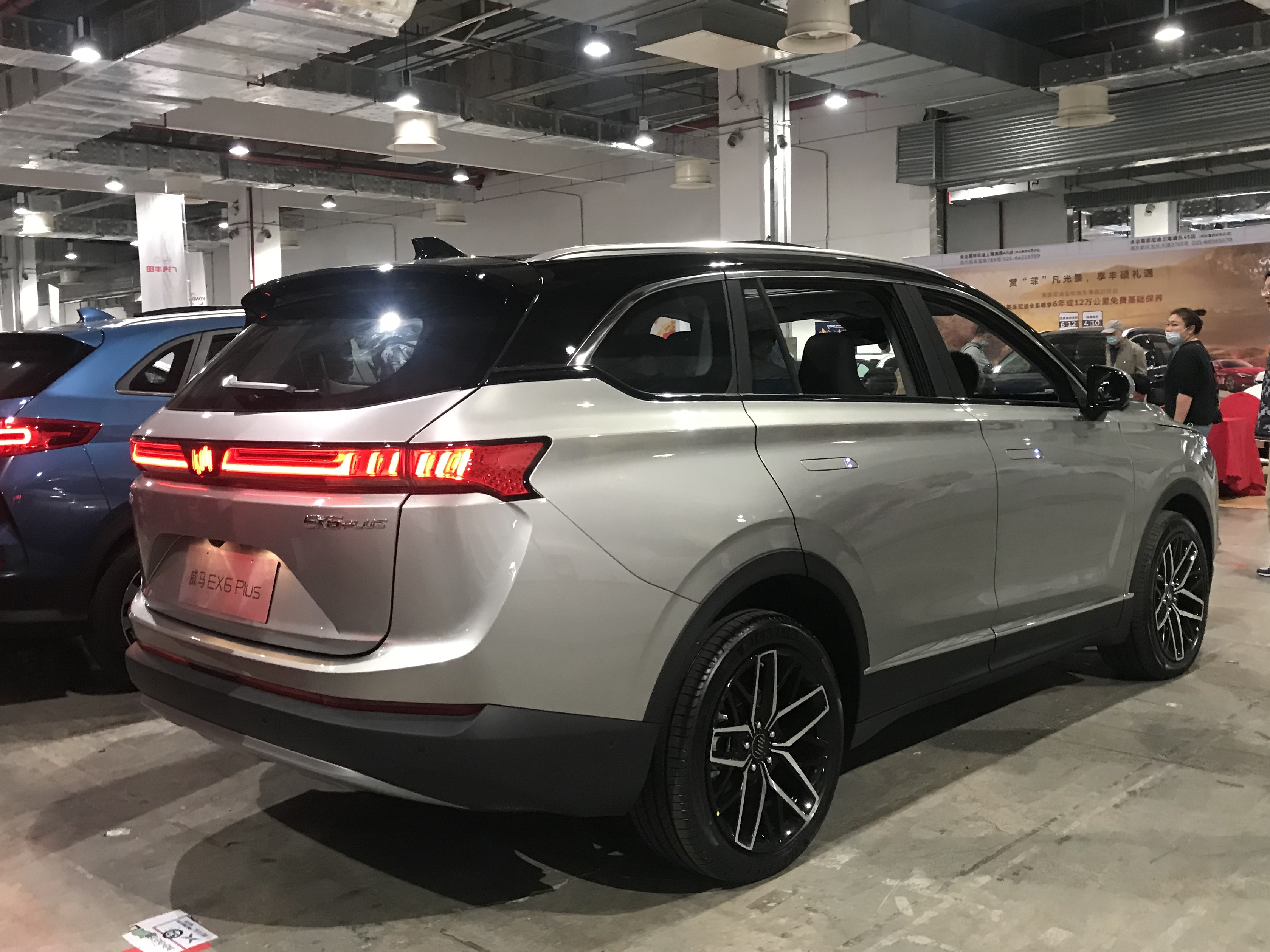
Weltmeister EX6 - tył

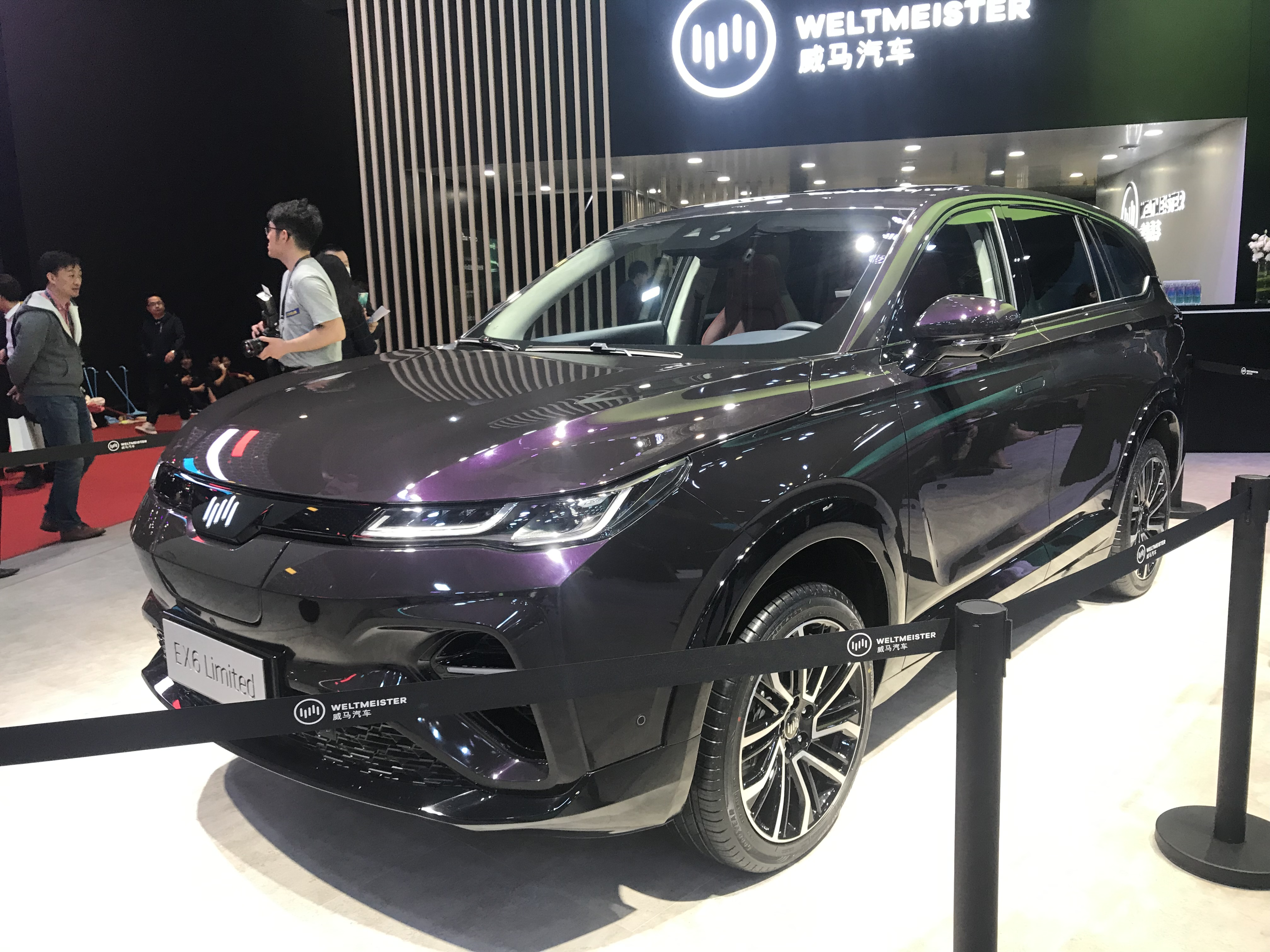
Weltmeister EX6 Limited

W maju 2019 roku chiński startup WM Motor przedstawił swój drugi seryjny model pod postacią sztandarowego, o segment większego od Weltmeistera EX5 SUV-a EX6. Samochód utrzymano w podobnym kierunku stylistycznym do mniejszego pojazdu, z wąskimi i podłużnymi reflektorami, a także podłużnymi lampami tylnymi biegnącymi przez całą szerokość pojazdu.

### Sprzedaż
Weltmeister EX6 produkowany jest i sprzedawany wyłącznie z przeznaczeniem dla wewnętrznego rynku Chin. Dostawy pierwszych egzemplarzy do klientów rozpoczęły się rok po debiucie rynkowym, w maju 2020 roku, w ciągu kolejnych 6 miesięcy kończąc się na relatywnie niewielkim pułapie 259 sprzedanych modeli i znikając ostatecznie z rynku w 2022 roku.

### Dane techniczne
Układ elektryczny w EX6 składa się z baterii o pojemności 69 kWh, rozwijając maksymalną moc 160 KM i 315 Nm maksymalnego momentu obrotowego. Zasięg na jednym ładowaniu równy jest 505 kilometrom, z kolei 100 km/h pojazd osiąga w 9,5 sekundy. Samochód oferowany był także w tańszym wariancie, który w związku z baterią o mniejszej pojemności umożliwia przejechanie na jednym ładowaniu ok. 408 kilometrów.